# Parlamentswahl in Jamaika 2011
Die Parlamentswahl in Jamaika 2011 fand am 29. Dezember 2011 statt. Gewählt wurden 63 Abgeordnete des Repräsentantenhauses von Jamaika. Wahlsieger war die People’s National Party (PNP) unter Portia Simpson-Miller, die 53,28 % der Stimmen und – begünstigt durch das Mehrheitswahlrecht – eine Zweidrittelmehrheit der Mandate gewann.

## Vorgeschichte
Die letzte Parlamentswahl im Jahr 2007 wurde knapp mit 32 von 60 Sitzen von der Jamaica Labour Party (JLP) unter ihrem Vorsitzenden Bruce Golding gewonnen, der danach als Premierminister amtierte. Gegen Ende der Legislaturperiode verlor Golding jedoch das öffentliche Vertrauen, nachdem er in die Kritik geraten war, weil mit seiner Zustimmung die US-amerikanische Anwaltskanzlei Manatt, Phelps & Phillips für 400.000 US$ involviert worden war um in einem Konflikt zwischen Jamaika und den Vereinigten Staaten Lobbyarbeit zu betreiben. Bei dem Konflikt ging es um die Auslieferung des jamaikanischen mutmaßlichen Drogenhändlers Christopher Coke, die von der Regierung Golding mit Verweis auf Verstöße gegen jamaikanisches Recht abgelehnt worden war. Letztlich kam es im Juni 2010 dann doch zur Überstellung Cokes in die Vereinigten Staaten. Im Rahmen der Polizeiaktion zur Fahndung nach und Verhaftung von Coke musste kurzzeitig der Ausnahmezustand verhängt werden, und es kamen bei Schießereien im Mai 2010 76 Personen ums Leben. Nach diesen Turbulenzen kündigte Golding am 26. September 2011 seinen Rücktritt vom Amt des Premierministers und Parteivorsitzenden an. Am 23. Oktober 2011 wurde Andrew Holness als neuer Premierminister vereidigt. Am 5. Dezember 2011 kündigte der neue Premierminister Neuwahlen für den 29. Dezember 2011 an.
Hauptthema des Wahlkampfes war neben der Coke-Affäre die wirtschaftliche Lage Jamaikas.

## Wahlmodus
Die Wahl fand in 63 Einzelwahlkreisen als einfache Mehrheitswahl statt. Seit der letzten Wahl waren im Rahmen einer Wahlkreisreform im Jahr 2010 die Zahl der Wahlkreise von zuvor 60 auf 63 erhöht worden. Dabei wurden die Grenzen der Wahlkreise St Anne North Eastern und St Andrew North Eastern an die geänderten Wählerzahlen angepasst, die St James Parish erhielt einen zusätzlichen Wahlkreis (vorher 4, danach 5 Wahlkreise) und die St Catherine Parish erhielt zwei neue Wahlkreise (vorher neun, danach elf). Alle übrigen Wahlkreise blieben unverändert. Am 12. Dezember 2011 wurden die Kandidaten nominiert. Die beiden großen Parteien PNP und JLP stellten in allen 63 Wahlkreisen Kandidaten auf. Hinzu kamen 24 weitere Kandidaten (Marcus Garvey People’s Progressive Party 10, National Democratic Movement 7, Jamaica Alliance Movement 1, Unabhängige 6).
Polizei- und Militärangehörige sowie Wahlhelfer wählten schon eine Woche früher am 22. Dezember 2011.

## Ergebnis

Gewonnene Wahlkreise:

Die Wahlen endeten mit einem deutlichen Sieg der People’s National Party.
| Wahl des Repräsentantenhauses von Jamaika 2011  | Wahl des Repräsentantenhauses von Jamaika 2011  | Wahl des Repräsentantenhauses von Jamaika 2011 | Wahl des Repräsentantenhauses von Jamaika 2011 | Wahl des Repräsentantenhauses von Jamaika 2011 | Wahl des Repräsentantenhauses von Jamaika 2011 |
| Partei                                          | Kürzel                                          | Stimmen                                        | %                                              | Sitze                                          | ±                                              |
| ----------------------------------------------- | ----------------------------------------------- | ---------------------------------------------- | ---------------------------------------------- | ---------------------------------------------- | ---------------------------------------------- |
| People’s National Party                         | PNP                                             | 464.064                                        | 53,28 %                                        | 42                                             | ▲ 14                                           |
| Jamaica Labour Party                            | JLP                                             | 405.920                                        | 46,61 %                                        | 21                                             | ▼ 11                                           |
| Marcus Garvey People’s Progressive Party        | MGPPP                                           | 420                                            | 0,05 %                                         | 0                                              | neu                                            |
| National Democratic Movement                    | NDM                                             | 263                                            | 0,0 %                                          | 0                                              | 0                                              |
| Jamaica Alliance Movement                       | JAM                                             | 57                                             | %                                              | 0                                              | neu                                            |
| Unabhängige                                     | Unabhängige                                     | 228                                            | 0,14 %                                         | 0                                              | 0                                              |
| Gültige Stimmen                                 | Gültige Stimmen                                 | 870.952                                        | 100 %                                          | 63                                             | ▲ 3                                            |
| Ungültige Stimmen                               | Ungültige Stimmen                               | 5.358                                          |                                                |                                                |                                                |
| Abgegebene Stimmen                              | Abgegebene Stimmen                              | 876.310                                        |                                                |                                                |                                                |
| Anzahl der Wahlberechtigten und Wahlbeteiligung | Anzahl der Wahlberechtigten und Wahlbeteiligung | 1.648.036                                      | 53,17 %                                        |                                                |                                                |
| Quelle: Electoral Commission                    |                                                 |                                                |                                                |                                                |                                                |

1. ↑  bezogen auf die gültigen Stimmen